# Main-Kinzig-Kreis
Main-Kinzig-Kreis je okrug u istočnom dijelu njemačke pokrajine Hessen. Graniči s okruzima Wetteraukreis, Vogelsbergkreis, Fulda, Bad Kissingen, Main-Spessart, Aschaffenburg, kao i s gradovima Offenbachom i Frankfurtom. Središte okruga je grad Gelnhausen.

## Povijest
Okrug Main Kinzig Kreis nastao je 1974. godine, spajanjem starih općina Hanau, Schlüchtern, Gelnhausen i ostalih mjesta u urbano područje Hanau.

## Međunarodna suradnja
Najstarija međunarodna suradnja naslijeđena je od stare općine Hanau. Ona je formirana 1972. s bivšom općinom Kutinom - no tek je na svoju 20. obljetnicu (1992. godine) to partnerstvo i službeno potpisano. Godine 1986. okružni parlament odlučio je započeti suradnju s općinom Diriamba u Nikaragvi.
Od 1990. okrug ima partnerstvo s tiringijskim područjem Gotha. Iste godine počeli su prvi kontakti s ruskim okrugom Istra, što je rezultiralo službenim partnerstvom 1992. godine. Godine 1993. potpisano je partnerstvo i s mađarskom Komoransko-ostrogonskom županijom.
Godine 2000. ugovor o prijateljstvu potpisan je s talijanskom pokrajinom Belluno, kao i partnerstvo s izraelskim gradom Ramat Gan.

## Zemljopis
Okrug je dobio ime po dvije rijeke koje kroz njega protječu, po Majni (Main) na jugozapadu okruga i po Kinzigu, Majninoj pritoci.

## Gradovi i općine u okrugu
| Gradovi | Općine | |
| --- | --- | --- |
| 1. Bad Orb 2. Bad Soden-Salmünster 3. Bruchköbel 4. Gelnhausen 5. Hanau 6. Langenselbold 7. Maintal 8. Nidderau 9. Schlüchtern 10. Steinau an der Straße 11. Wächtersbach | 1. Biebergemünd 2. Birstein 3. Brachttal 4. Erlensee 5. Flörsbachtal 6. Freigericht 7. Großkrotzenburg 8. Gründau 9. Hammersbach | 1. Hasselroth 2. Jossgrund 3. Linsengericht 4. Neuberg 5. Niederdorfelden 6. Rodenbach 7. Ronneburg 8. Schöneck 9. Sinntal |

## Vanjske poveznice
- Službena stranica (njem.)